# 마긴다나오족
마긴다나오족(Maguindanao people)은 필리핀 민다나오섬의 소수 민족이다. 필리핀에서 여섯 번째로 규모가 큰 모로족을 구성하는 일부이다. 모로라는 이름의 유래는 현지어로 ‘평원의 사람들’이라는 뜻이다.

## 역사
예로부터 이들은 민다나오 서부 평원에서 사냥, 농사 등에 종사하고 있었지만, 15세기 초 믈라카 술탄국의 사람으로 조호르에서 온 설교자 샤리프 카분스완이 민다나오섬에 들어와 민다나오 최초의 이슬람 국가를 건설한다. 이때 마긴다나오 족도 종속되어 이슬람교로 개종이 진행되었다. 그 후, 마긴다나오 족의 국가, 마긴다나오 왕국과 부아얀 왕국을 세우고, 민다나오섬의 거의 전역을 지배했다. 16세기 후반에 들어가면서 스페인이 필리핀을 식민지로 삼자 저항에 나섰다. 이후에, 미국이 필리핀을 식민지 통치를 하자 필리핀 정부(마닐라)에 대해서도 저항을 계속하게 되었다.
1990년대 후반에는 모로 이슬람 해방 전선의 최대 구성원이 되었고, 반정부 색상을 강화했으나 2000년대 들어 필리핀군의 공세가 거세지면서 평화협상이 진행되었다. 오랜 저항의 역사로 인해 총기 등의 취급에 익숙한 사람도 여전히 많은 정적끼리 대규모 무력 항쟁이 이뤄지는 등 민다나오섬의 치안 행동에 그림자를 드리우고 있다

## 언어
마긴다나오 어 - 오스트로네시아 어족에 속하는

## 같이 보기
- 마긴다나오주